# بوب فرنسيس (مقدم برامج إذاعية)
بوب فرنسيس (بالإنجليزية: Bob Francis)‏ هو مقدم برامج إذاعية أسترالي، ولد في 11 مارس 1939 في القاهرة في مصر، وتوفي في 12 نوفمبر 2016 في North Adelaide ‏ في أستراليا.

## وصلات خارجية
- بوب فرنسيس على موقع IMDb (الإنجليزية)